# 116th Street (stacja metra na Lexington Avenue Line)
116th Street – stacja początkowa metra nowojorskiego, na linii 4 i linii 6. Znajduje się w dzielnicy Manhattan, w Nowym Jorku i zlokalizowana jest pomiędzy stacjami 125th Street i 110th Street. Została otwarta 17 lipca 1918.